# والوون لیک (میشیگان)
والوون لیک (به انگلیسی: Walloon Lake) یک منطقهٔ مسکونی در ایالات متحده آمریکا است که در شهرستان شارلووی، میشیگان واقع شده است. والوون لیک ۳٫۵۱ کیلومتر مربع مساحت و ۲۹۰ نفر جمعیت دارد و ۲۱۷٫۹۳ متر بالاتر از سطح دریا واقع شده است.